# پل سیدو
پل رودخانه‌ای سیدو نام یک پل معلق در چین است که از میان دره رودخانه سیدو عبور می‌کنند، این پل در استان هوبی قرار دارد و طول آن ۱۲۲۲ متر است. این پل توسط شرکت CCSHCC طراحی شده است و با هزینه‌ای معادل ۷۲۰ میلیون یوان (حدود معادل ۱۰۰ میلیون دلار) اجرا شده است. این پل در ۱۵ نوامبر سال ۲۰۰۹ برای برای استفاده عموم بازگشایی شد . 